# Chmieleniec
Chmieleniec (kaszb. Chmiéléńc) – wieś kaszubska w Polsce, położona w województwie pomorskim, w powiecie wejherowskim, w gminie Łęczyce.
Według danych na dzień 23 października 2019 roku wieś zamieszkuje 184 mieszkańców na powierzchni 12,03 km².

## Położenie
Miejscowość leży w pradolinie Łeby na południowym skraju Puszczy Wierzchucińskiej. Najbliżej położonym miastem jest Lębork, wieś znajduje się na wschód od tego miasta.

## Integralne części wsi
| SIMC    | Nazwa               | Rodzaj    |
| ------- | ------------------- | --------- |
| 0167131 | Chmieleniec-Gajówka | część wsi |
| 0167148 | Kopina              | część wsi |
| 0167154 | Mokry Bór           | część wsi |
| 0167160 | Słomień             | część wsi |

## Historia
Na podstawie badań archeologicznych można stwierdzić zasiedlenie na obszarze miejscowości już od okresu halsztackiego (osadnictwo związane z cyklem łużycko-pomorskim).
Pomiędzy 1945-1954 miejscowość administracyjnie należała do województwa gdańskiego, powiatu lęborskiego, gminy Rozłazino. Po zniesieniu gmin i pozostawieniu w ich miejscu gromad, w latach 1957-1975 miejscowość administracyjnie należała do województwa gdańskiego, powiatu lęborskiego. W latach 1975–1998 miejscowość administracyjnie należała do województwa gdańskiego.
Obecnie miejscowość zaliczana jest do ziemi lęborskiej włączonej w skład powiatu wejherowskiego.